# Lapatza
La playa Lapatza situada en el municipio vizcaíno de Ea, País Vasco (España), es una playa de rocas.